# Propergoles hipergólicos

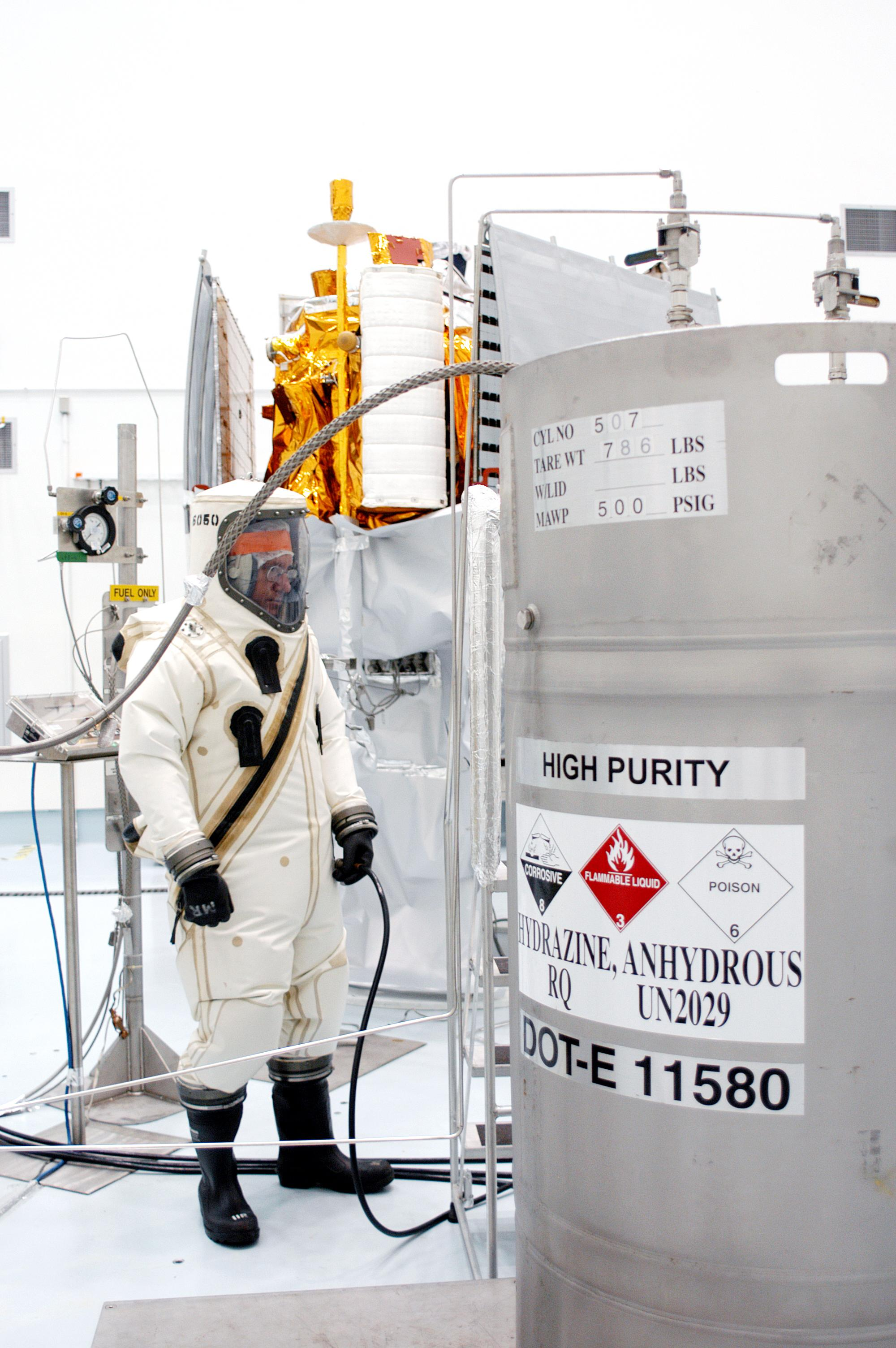
Un combustible hipergólico antes de ser cargado a la sonda espacial MESSENGER.

La combinación de propergoles empleada en un motor cohete se llama hipergólica cuando se inflama espontáneamente al entrar en contacto ambos. Aunque estrictamente hablando, es la combinación la que es hipergólica, en términos menos precisos también se conoce como hipergólicos los compuestos individuales. Los dos componentes de los propergoles, por lo general, consisten de un combustible y un comburente (oxidante). A pesar de que los propulsores hipergólicos tienden a ser difíciles de manejar debido a ser extremamente tóxicos o corrosivos, un motor hipergólico es relativamente fácil de encender de forma fiable.
De forma habitual, los términos "hipergólico" o "propulsor hipergólico" se emplea para designar la combinación más común como propergol: hidrazina con tetróxido de dinitrógeno; o sus derivados.

## Historia
El investigador soviético de motores cohete Valentín Glushkó experimentó con combustibles hipergólicos en 1931. Inicialmente se utilizaba para la "ignición química" de los motores de queroseno / ácido nítrico mediante una carga inicial de fósforo disuelto en disulfuro de carbono. El profesor alemán Otto Lutz descubrió independientemente el principio de nuevo en 1935. El cohete WAC Corporal desarrollado en los EE. UU. por el Laboratorio de Propulsión a Chorro en 1944 empleaba la combinación de ácido nítrico con anilina como propulsor.
En Alemania a partir de mediados de 1930 hasta la Segunda Guerra Mundial, los propulsores de los cohetes en general se clasificaron como monergoles, hypergoles, no hypergoles- y lithergoles. El ergol final es una combinación de griego ergon, trabajo, y del latín oleum, aceite. Los monoergoles son monocomponente, mientras que los no-hipergólicos son bicomponentes que requiere de ignición externa, y los lithergols eran híbridos de sólidos / líquidos. Los propergoles hipergólicos (o al menos de encendido hipergólicos) eran mucho menos propensos a dificultades en el arranque que los de encendido eléctrico o pirotécnico. La terminología "hipergólico" fue acuñada por el Dr. Wolfgang Nöggerath, de la Universidad Técnica de Braunschweig, Alemania.
Los propulsores hipergólicos se emplearon en el programa Apolo, en particular en los motores del módulo lunar, que debía trabajar de forma absolutamente fiable, y en el motor F-1 del Saturno 1C que utilizan propergoles hipergólicos para arrancar.

## Ventajas
Los cohetes hipergólicos no necesitan un sistema de encendido, por lo que tienden a ser inherentemente más simples y fiables. Los motores hipergólicos más grandes, empleados en algunos vehículos de lanzamiento, utilizan turbobombas; sin embargo la mayoría de motores hipergólicos son alimentados por presión neumática, por lo general con helio, que se hace llegar a los tanques de propergoles a través de una serie de válvulas de retención y de seguridad. Como se encienden instantáneamente al entrar en contacto, no existe riesgo de accidente por la ignición de propergoles sin reaccionar que puedan quedar acumulados.
Las combinaciones hipergólicas más comunes, emplean como combustibles hidracina, monometilhidracina o dimetilhidracina asimétrica, y como comburente, tetróxido de dinitrógeno. Como son líquidos a temperaturas y presiones ordinarias a veces se les denomina propergoles líquidos almacenables. Son adecuados para el uso en misiones de naves espaciales que duren años. Por el contrario, el hidrógeno líquido y oxígeno líquido son criogénicos y su uso práctico está limitado a los vehículos de lanzamiento espacial en los que deban ser almacenados durante un corto periodo de tiempo.
Como los cohetes hipergólicos no necesitan un sistema de encendido pueden ser arrancados sucesivas veces, con sólo abrir y cerrar las válvulas de alimentación, hasta agotar los propulsores. Esto los hace especialmente adecuado para maniobrar naves espaciales. También son muy adecuados en etapas superiores de lanzadores espaciales, como el Delta II y Ariane 5, que deben realizar más de un arranque. Existen motores cohetes criogénicos (oxígeno / hidrógeno) reiniciable, en particular el RL-10 del Centauro y el J-2 del Saturno V.

## Empleo en misiles balísticos intercontinentales
Los primeros misiles balísticos, como el soviético R-7 que lanzó el Sputnik 1, y los estadounidenses Atlas y Titan-I, utilizaban queroseno y oxígeno líquido. Las dificultades para almacenar un criogénico como el oxígeno líquido en un misil que tenía que mantenerse listo para el lanzamiento durante meses o años en un momento dado impulsó el empleo de propulsores hipergólicos en la mayoría de los misiles balísticos intercontinentales tanto en los Estados Unidos, con el Titan II, como en la Unión Soviética, con el R-36.
Pero las dificultades de manipulación de estas sustancias tóxicas y corrosivas, incluyendo fugas y explosiones en los silos de Titan-II, condujo a su sustitución casi universal por cohetes de combustible sólido. Primero en los misiles balísticos lanzados desde submarinos SLBM occidentales y luego en los misiles balísticos intercontinentales basados en tierra ICBM, tanto de Estados Unidos como, posteriormente, soviéticos.

## Combinaciones comunes de propulsores hipergólicos
- Aerozine 50 (mezcla de hidracina y dimetilhidracina asimétrica (UDMH)) + tetróxido de nitrógeno - muy utilizado históricamente en h cohetes estadounidenses, incluyendo el Titan 2, todos los motores del módulo lunar Apolo y el sistema de propulsión de servicio en el Módulo de Servicio de Apolo. Aerozine 50 es una mezcla de 50% UDMH y el 50% directamente de hidracina (N2H4).[3]

- Dimetilhidracina asimétrica (UDMH) + tetróxido de nitrógeno - utilizado con frecuencia por los rusos, como en el cohete Proton, y suministrado por ellos a Francia para el Ariane 1 primera y segunda etapa (reemplazado por UH 25); ISRO PSLV segunda etapa.
- UH 25 + tetróxido de nitrógeno - grandes motores: del Ariane 1 al Ariane 4 en la primera y  segunda etapas

UH 25 es una mezcla del 25% de hidrato de hidrazina y  75% de UDMH.
- Monometilhidracina (MMH) + tetróxido de dinitrógeno - los motores más pequeños y los propulsores de control de reacción: de mando del Apolo Módulo de reacción del sistema de control; transbordador espacial OMS y RCS,[4] Ariane 5 EPS,[5] los propulsores Draco utilizados por SpaceX  en el Falcon y en Drako.[6]

La tendencia entre las agencias de lanzamiento espacial occidentales es sustituir los grandes motores cohete hipergólicos por motores de hidrógeno / oxígeno con un mayor rendimiento. Del Ariane 1 al Ariane 4, con sus etapas la primera y segunda  hipergólicos (y opcional propulsores hipergólicos en el Ariane 3 y Ariane 4) se han retirado y sustituido por el Ariane 5, que utiliza una primera etapa impulsado por hidrógeno y oxígeno líquidos. El Titan II, III y IV, con sus etapas primera y segunda hipergólicas, también han sido retirados. Sin embargo los cohetes hipergólicos siguen siendo ampliamente utilizados en las etapas superiores, donde son necesarios múltiples reencendidos.

## Combinaciones menos comunes y obsoletas
- Hidracina + ácido nítrico (tóxico, pero estable), también conocida como "veneno del  Diablo ", empleada en el cohete R-16 de la Unión Soviética de la catástrofe de Nedelin.
- Anilina + ácido nítrico (inestable y explosiva), utilizado en el cohete WAC Corporal
- Anilina + peróxido de hidrógeno (sensibles al polvo, explosivas)
- Alcohol Furfurílico + IRFNA (o ácido nítrico blanco fumante )
- UDMH + IRFNA - empleado en el sistema de misiles MGM-52 Lance
- T-Stoff + C-Stoff - empleado por el caza cohete alemán Messerschmitt Me 163 de la Segunda Guerra Mundial, en su motor Walter 109-509A
- Queroseno + peróxido de hidrógeno caliente - empleado por el motor cohete Gamma, con el peróxido descompuesto primero por un catalizador. Debido al calor de H2O2 de descomposición, esto no es sin duda una combinación hipergólica verdadera. En frío (sin descomponer) el peróxido de hidrógeno y el queroseno no son hipergólicos.

La corrosividad del tetróxido de nitrógeno se puede reducir mediante la adición de algo de óxido nítrico (NO),  formando el llamado  MON.

## Tecnología relacionada
Aunque no hipergólicos en el sentido estricto, sino pirofórico (se inflama espontáneamente en presencia de aire), el trietilborano se empleaba para arrancar el motor de aviación Pratt & Whitney J58 del SR-71 Blackbird y los motores cohete F-1 utilizados en el cohete Saturno V.